# Edwyn Alexander-Sinclair

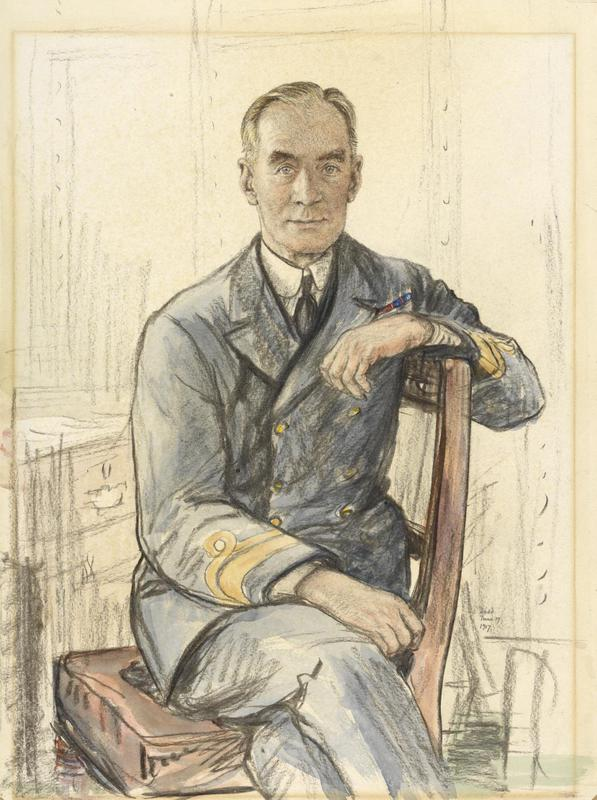
Sir Edwyn Sinclair Alexander-Sinclair (1917)

Sir Edwyn Sinclair Alexander-Sinclair GCB, MVO (* 1865 in Malta; † 13. November 1945) war ein britischer Admiral im Ersten Weltkrieg.

## Leben
Edwyn Sinclair Alexander-Sinclair trat 1879 als 14-jähriger Kadett in die britische Marine ein. Er wurde 1890 zum Lieutenant und im Januar 1901 zum Commander befördert. Von Februar 1902 bis Januar 1904 war er Kommandant des Zerstörers Albatross und danach bis 1905 Kommandant des Geschützten Kreuzers Surprise. Dann erhielt er seine Beförderung zum Captain und die Ernennung zum Kommandeur des Royal Naval College, Osborne, wo er bis 1908 verblieb. Von Mai 1911 bis August 1913 war er Kommandant von Victory, dem Flaggschiff des Flottenbefehlshabers in Portsmouth.
Beim Ausbruch des Ersten Weltkriegs war Alexander-Sinclair Kommandant des Dreadnought-Linienschiffs HMS Temeraire. 1915 wurde er Kommodore und Befehlshaber des 1. Leichten Kreuzer-Geschwaders (1st Light Cruiser Squadron), auf dem Flaggschiff HMS Galatea. Die Galatea war das erste britische Schiff, das zu Beginn der Skagerrakschlacht am 31. Mai 1916 deutsche Schiffe sichtete und das Feuer eröffnete; sie geriet dann in ein Gefecht mit dem Kleinen Kreuze Elbing und musste sich nach mehreren erhaltenen Treffern zurückziehen.

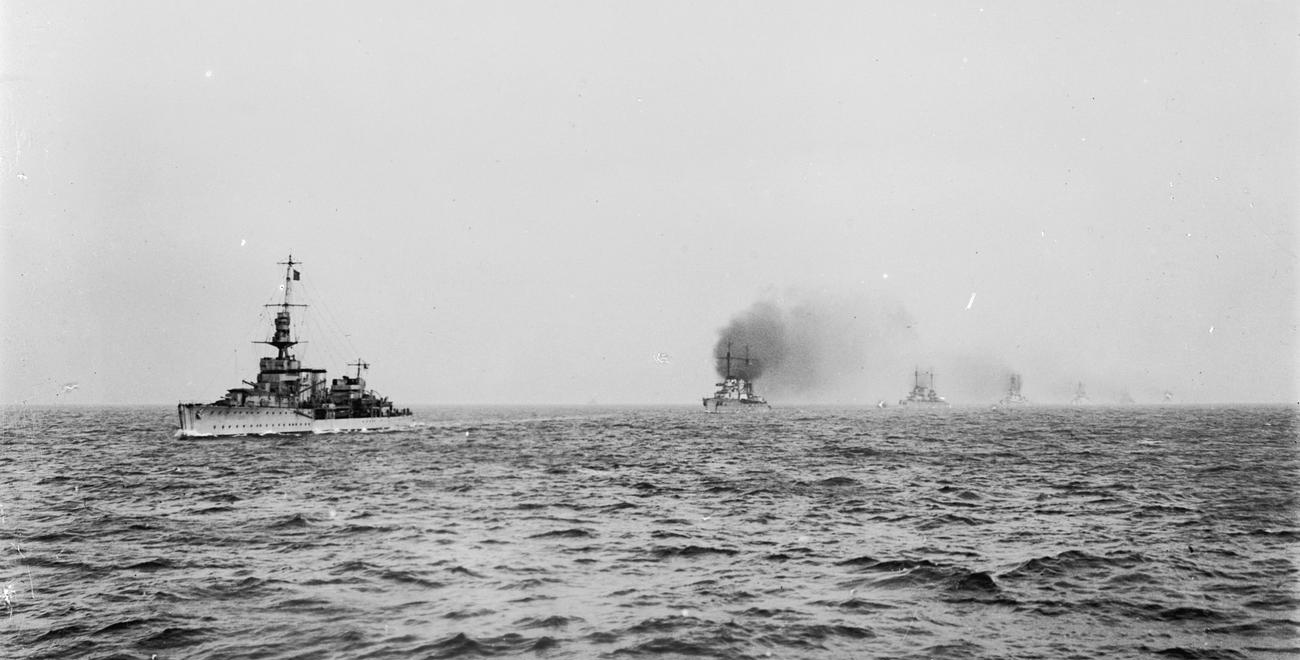
Die Cardiff führt die deutschen Schlachtkreuzer nach Rosyth, 21. November 1918

1917 wurde er zum Konteradmiral befördert und bald darauf zum Befehlshaber des 6. Leichten Kreuzer-Geschwaders auf HMS Cardiff ernannt. Im November 1918 wurde ihm und der Cardiff die Ehre zuteil, die deutsche Hochseeflotte, die bis zum Abschluss eines Friedensvertrages in Scapa Flow interniert werden sollte, nach Rosyth zu führen. Nur Wochen später wurde er mit seinem Geschwader in die Ostsee entsandt, um die Unabhängigkeitsbestrebungen der estnischen und lettischen Bevölkerung gegen die Streitkräfte Sowjetrusslands zu unterstützen. Dabei erbeutete sein Geschwader auch zwei russische Zerstörer, die dann an Estland übergeben wurden, und blockierte dann die russische Flotte in Kronstadt, bis zu seiner Ablösung am 6. Januar 1919 durch das 1. Kreuzer-Geschwader unter Konteradmiral Walter Cowan.
Alexander-Sinclair diente in der Folge von 1920 bis 1922 als Admiral-Superintendent des Portsmouth Dockyard, von 1922 bis 1924 als Vizeadmiral als Chef des 1. Schlachtgeschwaders der  Atlantic Fleet, von 1925 bis 1926 als Oberbefehlshaber der China Station, und schließlich bei Beförderung zum Admiral von 1927 bis 1930 als Oberbefehlshaber The Nore.